# IPad (1‑го покоління)
Перше покоління iPad ([ˈaɪpæd] EYE-pad) — планшетний комп'ютер, що був розроблений і вироблявся компанією Apple Inc., як перший пристрій у лінійці планшетних комп'ютерів iPad. Пристрій оснащений системою на чипі Apple A4, 9,7-дюймовим сенсорним дисплеєм і, в деяких варіантах, можливістю доступу до стільникових мереж. Використовуючи операційну систему iOS, за допомогою iPad можна відтворювати музику, надсилати й отримувати електронні листи та переглядати вебсторінки. Інші функції, зокрема можливість грати в ігри, отримувати доступ до довідників, використовувати програмне забезпечення для супутникової навігації та послуги соціальних мереж, можна увімкнути, завантаживши відповідні застосунки.
Пристрій був анонсований і представлений 27 січня 2010 року Стівом Джобсом на пресзаході Apple. 3 квітня 2010 року в США була випущена модель пристрою з Wi-Fi, а 30 квітня — модель «Wi-Fi + 3G». 28 травня 2010 року він був випущений в Австралії, Канаді, Франції, Японії, Італії, Німеччини, Іспанії, Швейцарії та Великій Британії.
Пристрій отримав позитивні відгуки від різних технологічних блогів і видань. Рецензенти похвалили пристрій за широкий спектр можливостей і назвали його конкурентом ноутбуків і нетбуків. Деякі аспекти розкритикували, зокрема закритий характер операційної системи та відсутність підтримки мультимедійного формату Adobe Flash. За перші 80 днів було продано 3 мільйони iPad. До випуску iPad 2 Apple продала понад 15 мільйонів iPad.
2 березня 2011 року виробництво iPad першого покоління було припинено після презентації iPad 2. Залишок першого iPad тимчасово був доступний у магазинах Apple за зниженою ціною.

## Історія
Співзасновник Apple Стів Джобс заявив у промові про компанію в 1983 році:
"[Наша] стратегія дуже проста. Ми хочемо в Apple зробити неймовірно чудовий комп’ютер у книзі, який ви зможете носити з собою та навчитеся користуватися за 20 хвилин ... І ми дійсно хочемо зробити це за допомогою радіозв’язку в ньому, щоб вам не потрібно було ні до чого підключатися, і ви звʼязувалися з усіма цими великими базами даних та іншими комп’ютерами."
Першим планшетним комп'ютером Apple був Newton MessagePad 100, представлений у 1993 році, що призвело до створення ядра процесора ARM6 разом із Acorn Computers. Apple також розробила прототип планшета PenLite на базі PowerBook Duo, але вирішила не продавати його, щоб не зашкодити продажам MessagePad. Apple випустила ще кілька КПК на базі Newton; останній, MessagePad 2100, був знятий з виробництва в 1998 році.
Apple знову вийшла на ринок мобільних комп'ютерів у 2007 році, випустивши iPhone. Менший за iPad (ще не анонсований) і з камерою та мобільними можливостями, він став першовідкривачем інтерфейсу сенсорного мультитач екрану, чутливого до пальців, у мобільній операційній системі Apple iOS.
До кінця 2009 року про випуск iPad ходили чутки вже кілька років. У таких міркуваннях здебільшого йшлося про «планшет Apple»; серед очікуваних назв звучали iTablet та iSlate. Справжня назва, як повідомляється, є даниною пам'яті Star Trek PADD, вигаданому пристрою, зовні дуже схожому на iPad.
iPad був анонсований 27 січня 2010 року Джобсом на пресконференції Apple у Центрі мистецтв Йерба Буена в Сан-Франциско.
Пізніше Джобс сказав, що Apple почала розробляти iPad до iPhone, але тимчасово відклала ці зусилля, усвідомивши, що такі задуми так само добре працюватимуть і в мобільному телефоні. Внутрішня кодова назва iPad була K48, яка була виявлена в судовій справі про витік інформації про iPad перед запуском.
Apple почала приймати попередні замовлення на iPad від американських клієнтів 12 березня 2010 року. Єдиною серйозною зміною пристрою між анонсованим і доступним для попереднього замовлення була зміна поведінки бічного перемикача «Звук/Тиша» на блокування повороту екрана. Wi-Fi-версія iPad надійшла в продаж у США 3 квітня 2010 року. Модель Wi-Fi + 3G була випущена 30 квітня. Послуга 3G для iPad у Сполучених Штатах надається компанією AT&T і спочатку продавалася з 2 передоплаченими безконтрактними варіантами передачі даних: 1 для необмеженої передачі даних, а інший із 250 МБ на місяць за півціни. 2 червня 2010 року AT&T оголосила, що з 7 червня необмежений тарифний план буде замінено для нових клієнтів планом на 2 ГБ за дещо нижчою ціною; наявні клієнти матимуть можливість зберегти необмежений тарифний план. Плани активуються на самому iPad і можуть бути скасовані в будь-який момент.
Спочатку iPad був доступний для покупки лише в інтернет-магазині Apple та його роздрібних магазинах; згодом він став доступний у роздрібних продавців, включаючи Amazon, Walmart і мережевих операторів. Продажі iPad в Австралії, Канаді, Франції, Німеччині, Японії та Великій Британії розпочалися 28 травня. Попередні онлайн-замовлення в цих країнах почалися 10 травня. Apple випустила iPad в Гонконзі, Ірландії, Мексиці, Новій Зеландії та Сінгапурі 23 липня 2010 року. Ізраїль ненадовго заборонив імпорт iPad через побоювання, що його Wi-Fi може заважати іншим пристроям. 17 вересня 2010 року iPad був офіційно представлений у Китаї.

## Особливості

### Програмне забезпечення
Спочатку iPad постачався на базі iPhone OS 3.2. 1 вересня 2010 року було оголошено, що iPad отримає iOS 4.2 до листопада 2010 року; для цього Apple 22 листопада випустила iOS 4.2.1. Він постачався з кількома програмами, включаючи Safari, Пошта, Фотографії, Video, iPod, iTunes Store, App Store, Карти, Нотатки, Календар і Контакти. iPad також містив низку адаптованих версій програм, що були розроблені для iPhone або Mac.
iPad синхронізується з iTunes на компʼютерах Mac або Windows. Apple перенесла свій пакет iWork з Mac на iPad і продає скорочені версії застосунків Pages, Numbers і Keynote в App Store. Хоча iPad не призначений для заміни мобільного телефону, користувач може використовувати дротову гарнітуру або вбудований динамік і мікрофон для здійснення телефонних дзвінків через Wi-Fi або 3G за допомогою програми VoIP.
12 жовтня 2011 року iOS 5 була випущена для різних пристроїв на базі iOS, включаючи iPad першого покоління, і її можна було завантажити через iTunes. Повідомляється, що оновлення містить сотні нових функцій і налаштувань, включаючи інтеграцію Твіттера, Центр сповіщень і iMessage, що дозволяє користувачам надсилати повідомлення або мультимедійні файли іншим користувачам на iOS або OS X, операційній системі для комп'ютерів Apple. iCloud, додаток для iOS та послуга інтернет-сховища Apple, яка дозволяє користувачам синхронізувати та створювати резервні копії своїх даних і налаштувань на/з інших пристроїв, також стала доступною у цьому оновленні. 11 червня 2012 року було оголошено, що iOS 6 не буде доступна для iPad першого покоління, що робить iOS 5.1.1 останньою операційною системою, офіційно доступною для пристрою.

### Апаратне забезпечення
iPad першого покоління має систему на чипі Apple A4, яка включає процесор із тактовою частотою 1 ГГц, 256 МБ оперативної пам'яті та графічний процесор PowerVR SGX535. На iPad є чотири фізичні перемикачі, включаючи кнопку «Додому» біля дисплея, яка повертає користувача в головне меню, і три пластикові фізичні перемикачі з боків: режим сну/пробудження і збільшення/зменшення гучності, а також програмно керований перемикач, функція якого змінилася з оновленням програмного забезпечення. Спочатку перемикач блокував екран у його поточній орієнтації, але iOS 4.2 змінила його призначення на перемикач «звук/тиша», перемістивши функцію портретного замка в екранне меню. У оновленні iOS 4.3 було додано налаштування, що дозволяє користувачеві вказати, як має використовуватися бічний перемикач — для блокування обертання чи вимкнення звуку. На відміну від своїх наступників, iPad першого покоління не має камери.
Сенсорний екран iPad — це рідкокристалічний дисплей розміром 1024 на 768 пікселів, 7,75 × 5,82 дюйма (197 × 148 мм) (діагональ 9,7 дюйма (246,4 мм)), зі склом, стійким до відбитків пальців і подряпин. Завдяки розмірам екрану та роздільній здатності екран має щільність 132 пікселі на дюйм. Дисплей реагує на інші датчики: датчик зовнішнього освітлення для регулювання яскравості екрана і 3-осьовий акселерометр для визначення орієнтації iPad і перемикання між портретним і альбомним режимами. На відміну від вбудованих програм iPhone та iPod Touch, які працюють у 3-х орієнтаціях (книжкова, альбомна-ліворуч та альбомна-праворуч), вбудовані програми iPad підтримують обертання екрана у всіх чотирьох орієнтаціях, у тому числі догори дриґом. Таким чином, пристрій не має внутрішньої «рідної» орієнтації; змінюється лише відносне розташування кнопки «Додому».
iPad був оснащений 16 ГБ, 32 ГБ або 64 ГБ (1 ГБ = 1 мільярд байт) твердотільними сховищами (флешпам'ять) для зберігання програм і даних. Крім того, пристрій був доступний з двома варіантами підключення: лише Wi-Fi або Wi-Fi і 3G. На відміну від своїх наступників, модель iPad першого покоління Wi-Fi + 3G могла підтримувати лише операторів, які використовували стандарти GSM/UMTS і не була суміснима з мережами CDMA; однак, як і його наступники, підтримує технологію A-GPS. Bluetooth також був доступний у всіх моделях.
Вага iPad першого покоління варіювався в залежності від вибраних варіантів підключення. Модель лише із Wi-Fi важить 680 г, тоді як модель з Wi-Fi + 3G важить 730 г. Його розміри, однак, ідентичні у всьому діапазоні моделей, і становлять 9,56×7,47×0,5 дюйма (243×190×13 мм).

### Аксесуари

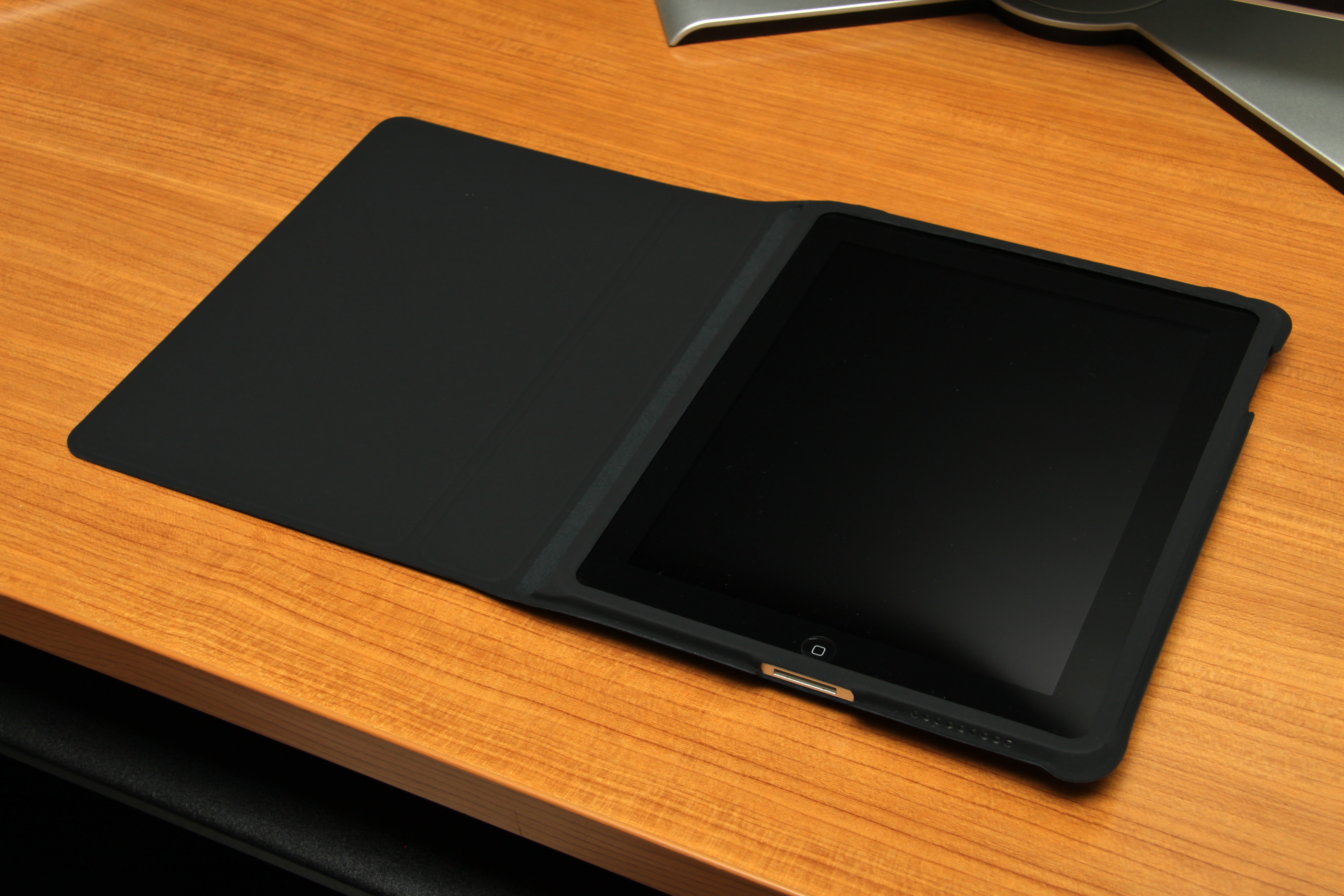
iPad у чорному чохлі

Apple пропонує кілька аксесуарів для iPad, більшість з яких є адаптерами для власного 30-контактного док-розʼєму, єдиного порту iPad, крім гнізда для навушників. Док-станція тримає iPad вертикально під кутом, а також має док-роз'єм та порт аудіо-виходу. Кожне покоління iPad вимагає відповідної док-станції. Док-станція, яка включала фізичну клавіатуру, підтримувалася лише для оригінального iPad, але всі покоління сумісні з Bluetooth-клавіатурами, які також працюють з Mac і ПК. iPad можна заряджати за допомогою автономного адаптера живлення потужністю 10 Вт, який також сумісний з iPod та iPhone.

## Оцінки

### Критичні відгуки
Реакція ЗМІ на анонс пристрою та на сам пристрій була неоднозначною. ЗМІ відзначали, що тисячі людей стояли в черзі в перший день продажу в ряді країн, і багато з тих, хто чекав, стверджували, що «воно того варте».
Волт Моссберг (з Волл-стріт джорнел) написав: «Йдеться про програмне забезпечення, дурні», тобто апаратні характеристики та збірка менш важливі для успіху iPad, ніж програмне забезпечення та інтерфейс користувача, його перші враження від яких були переважно позитивними. Моссберг також назвав ціну «скромною» для пристрою з його можливостями, а також похвалив десятигодинний час автономної роботи. Інші видання, включаючи PC Advisor і Сідней морнінг геральд, писали, що iPad також буде конкурувати з поширенням нетбуків, більшість з яких використовує Microsoft Windows. Ціна базової моделі в 499 доларів США (еквівалент 592 доларів у 2020 році) була нижчою, ніж попередні оцінки аналітиків з Волл-стріт і конкурентів Apple, усі з яких очікували набагато вищої початкової ціни.
ЗМІ також високо оцінили кількість доступних додатків, а також книжковий магазин та інші медіа-додатки. Водночас, деякі джерела, у тому числі BBC, критикували iPad за закриту систему і згадували, що iPad стикається з конкуренцією планшетів на базі Android. Однак, на момент запуску iPad першого покоління, Yahoo! News зазначає, що операційна система для планшетів Android, відома як «Honeycomb», не мала відкритого вихідного коду і мала менше програм, доступних для неї, ніж для iPad; хоча пізніше Google розкрив вихідний код для «Honeycomb». Індепендент розкритикувала iPad за те, що він не такий читабельний при яскравому світлі, як папір, але похвалила його за можливість зберігати велику кількість книг. Після випуску у Великій Британії Дейлі телеграф заявив, що відсутність підтримки Adobe Flash у iPad «дратує».
iPad був обраний журналом Тайм одним із 50 найкращих винаходів 2010 року, тоді як Popular Science назвав його найкращим гаджетом після відзначення Groasis Waterboxx переможцем у номінації «Найкраще з того, що було нове 2010 року».

### Комерційна успішність
300 000 iPad було продано за перший день продажів. До 3 травня 2010 року Apple продала мільйон iPad; що було вдвічі швидше, ніж час, який знадобився Apple, щоб продати таку ж кількість оригінальних iPhone. Пройшовши позначку в один мільйон, вони продовжили швидко продаватися, сягнувши продажів у 3 мільйони пристроїв за 80 днів. Під час фінансової конференції 18 жовтня 2010 року Стів Джобс оголосив, що Apple продала більше iPad, ніж компʼютерів Mac у фінансовому кварталі. Загалом Apple продала понад 15 мільйонів iPad першого покоління до запуску iPad 2 — більше, ніж усі інші планшетні ПК разом узяті з моменту випуску iPad, зайнявши частку ринку у 75 % продажів серед планшетних ПК наприкінці 2010 року.

### Критика
CNET розкритикував iPad за очевидну відсутність бездротової синхронізації, яку інші портативні пристрої, такі як Zune від Microsoft, мали вже протягом кількох років.
Волт Моссберг назвав його «майже» вбивцею ноутбуків. Девід Пог із Нью-Йорк таймс написав «подвійну» рецензію, одна частина для людей, які налаштовані на технології, а інша частина для людей, які не налаштовані на технології. У першому розділі він зазначає, що ноутбук пропонує більше функцій за нижчу ціну, ніж iPad. У своєму огляді для останньої аудиторії, однак, він стверджує, що якщо його читачам подобається концепція пристрою і вони можуть зрозуміти, для чого він призначений, тоді їм сподобається користуватися девайсом. Тім Гідеон з журналу PC Magazine написав: «у вас є переможець», що «безсумнівно стане рушійною силою у формуванні нових планшетів». Майкл Аррінгтон з TechCrunch сказав: «iPad перевершує навіть мої найоптимістичніші очікування. Це нова категорія пристроїв. Але він також замінить ноутбуки для багатьох людей». PC World розкритикував можливості обміну файлами та друку iPad, а ArsTechnica критично відзначила, що обмін файлами з комп'ютером є «одною з наших найменш улюблених складових iPad».
Відсутність підтримки Adobe Flash розкритикували, оскільки Дейлі телеграф заявив, що відсутність підтримки Adobe Flash на iPad «дратує».

## Хронологія моделей iPad
| Хронологія моделей iPad                     |
| ------------------------------------------- |
| Див. також: Хронологія продуктів Apple Inc. |

Джерело: Apple Newsroom Archive.